# The Devil Thumbs a Ride
The Devil Thumbs a Ride is een film noir uit 1947 met Lawrence Tierney in de hoofdrol.

## Verhaal
Steve Morgan (rol van Lawrence Tierney)  is een charmante maar asociale crimineel die net de kassier van een bioscoop beroofd en vermoord heeft. Hij krijgt een lift van de nietsvermoedende Jimmy 'Fergie' Ferguson (Ted North), die niet weet dat Morgan een moordenaar is. Op weg naar Los Angeles stoppen ze bij een benzinestation en geven twee vrouwen een lift. Bij een wegversperring overtuigt Morgan de rest om te overnachten in een onbewoond strandhuis. De politie omsingelt het huis terwijl Morgan zich voorneemt om iedereen te doden.

## Rolverdeling
| Acteur             | Personage                        |
| ------------------ | -------------------------------- |
| Lawrence Tierney   | Steve Morgan                     |
| Ted North          | Jimmy "Fergie" Ferguson          |
| Nan Leslie         | Beulah Zorn, alias Carol Demming |
| Betty Lawford      | Agnes Smith                      |
| Andrew Tombes      | Joe Brayden                      |
| Harry Shannon      | Detective Owens                  |
| Glen Vernon        | Jack Kenny                       |
| Marian Carr        | Diane Ferguson                   |
| William Gould      | Police Capt. Martin              |
| Josephine Whittell | Diane's moeder                   |
| Dick Elliott       | Mack Wilkins                     |
| Phil Warren        | Pete                             |
| Robert Malcolm     | Grover                           |